# جو هيوم
جو هيوم (باليابانية: 端山 豪) (9 أبريل 1993 في طوكيو في اليابان – )؛ هو لاعب كرة قدم ياباني سابق كان يلعب كلاعب وسط.

## وصلات خارجية
- جو هيوم على موقع رابطة كرة القدم اليابانية للمحترفين (اليابانية)
- جو هيوم على موقع قاعدة بيانات كرة القدم.إي يو (الإنجليزية)
- جو هيوم على موقع Soccerway.com (الإنجليزية)
- جو هيوم على موقع عالم كرة القدم.نت (الإنجليزية)
- جو هيوم على موقع كووورة